# Mallosia nonnigra
Mallosia nonnigra es una especie de escarabajo longicornio del género Mallosia, tribu Phytoeciini, subfamilia Lamiinae. Fue descrita científicamente por Özdikmen & Aytar en 2012.

## Descripción
Mide 28,125 milímetros de longitud.

## Distribución
Se distribuye por Turquía.